# Cassistrellus yokdonensis
Cassistrellus yokdonensis és una espècie de ratpenat de la família dels vespertiliònids. És endèmic del Vietnam. Viu en boscos montans travessats per rius. Es tracta d'un vespertiliònid de mida mitjana, amb avantbraços de 47 mm i un pes d'aproximadament 15 g (tenint en compte que a 2017 encara no se n'havia trobat cap espècimen completament adult). El seu nom específic, yokdonensis, significa 'de Yok Đôn' en llatí. Com que fou descoberta fa poc, encara no se n'ha avaluat l'estat de conservació.